# Szklary Dolne (Szklary Dolne)
Szklary Dolne – kolonia wsi Szklary Dolne w Polsce, położona w województwie dolnośląskim, w powiecie polkowickim, w gminie Chocianów.
W latach 1975–1998 kolonia należała administracyjnie do województwa legnickiego.